# La Roche-Canillac
La Roche-Canillac (La Ròcha Canilhac auf Okzitanisch) ist eine französische Gemeinde mit 127 Einwohnern (Stand 1. Januar 2022) im Département Corrèze in der Region Nouvelle-Aquitaine. Die Gemeinde ist Hauptort des Kantons Sainte-Fortunade.

## Geografie
Die Gemeinde liegt im Zentralmassiv und wird von dem Fluss Doustre, einem Nebenfluss der Dordogne, durchflossen. Die Präfektur des Départements Tulle befindet sich etwa 24 Kilometer südwestlich und Égletons 30 Kilometer leicht nordöstlich.
Nachbargemeinden von La Roche-Canillac sind Gumond im Norden, Gros-Chastang im Nordosten, Saint-Martin-la-Méanne im Südosten sowie Champagnac-la-Prune im Südwesten.

## Geschichte
Seit dem 9. Jahrhundert urkundlich bekannt, entstand im Ort eine Burg La Roche-Basse mit Kapelle, die im 12. Jahrhundert durch die Engländer zerstört wurde. In der Nähe der heutigen Kirche wurde dann eine neue Burg La Roche-Haute erbaut. An der Stelle der älteren Burg errichtete 1114 Aymard de la Roche die Burg La Roche-en-Lemozi. Die Herren de La Roche erwarben später auch die Burg Tournoël. Zur Familie zählte auch Hugues de la Roche. Später fiel die Herrschaft auf dem Erbweg an die Familie de Lamothe-Canillac, nach welcher der Ort zur Unterscheidung von anderen, gleichnamigen benannt wurde. Die Burg La Roche-en-Lemozi wurde in der Französischen Revolution zerstört, bis auf einen noch stehenden Turm.

## Einwohnerentwicklung
| Jahr      | 1962 | 1968 | 1975 | 1982 | 1990 | 1999 | 2007 | 2016 |
| Einwohner | 146  | 119  | 110  | 93   | 80   | 103  | 114  | 146  |